# Zwei Welten (1988)
Zwei Welten ist ein britischer Spielfilm aus dem Jahr 1988. Der Film entstand nach den Kindheitserinnerungen von Drehbuchautorin Shawn Slovo. Die Rolle der von Barbara Hershey dargestellten Filmfigur Diana Roth orientiert sich an der Biografie der Antiapartheidsaktivistin Ruth First.

## Handlung
Der Film spielt in Johannesburg 1963. Die Eltern der 13-jährigen Molly Roth sind Kommunisten und aktive Gegner der südafrikanischen Apartheidspolitik. Das junge Mädchen wächst behütet auf und fern der tagtäglichen Probleme der schwarzen Bevölkerung. In ihrem Elternhaus gibt es keine Rassentrennung. Molly geht jedoch in eine Schule, die nur von weißen Schülern besucht wird, und in den Elternhäusern ihrer Freundinnen wird streng auf die Rassentrennung geachtet. Die politischen Aktivitäten ihrer Eltern sind ihr fremd. Dies ändert sich, als plötzlich ihr Vater Gus ins Exil gehen muss und die Familie verlässt. Ihre Mutter Diana muss nun den politischen Kampf allein weiterführen. Mollys Freundinnen wenden sich von ihr ab, worauf sie zunächst mit Unverständnis reagiert. Doch nun wird sie zwangsweise mit der politischen Welt ihrer Eltern konfrontiert. Ein Streit mit der Mutter wandelt sich in enge Bindung zur Mutter und wachsendes Interesse an der politischen Arbeit der Eltern. Sie erkennt schließlich die Ungerechtigkeit in ihrem Land und wird dadurch schneller erwachsen. Auf der Beerdigung eines farbigen Freiheitskämpfers steht sie schließlich Seite an Seite mit ihrer Mutter und ist ebenso zu einer Aktivistin gegen die Apartheid gereift.

## Kritiken
„Weniger eine Auseinandersetzung mit dem Hintergrund der Apartheid als ein engagiertes Plädoyer für Menschenrechte, das seine suggestive Kraft vor allem aus der einfühlsamen und anrührenden Beschreibung der Gefühlswelten seiner Protagonisten bezieht. Er verdeutlicht, dass humanitäres Handeln untrennbar mit der Würdigung und dem Respekt gegenüber menschlichen Empfindungen verbunden ist.“

## Auszeichnungen
Der Film nahm am Wettbewerb der Internationalen Filmfestspiele von Cannes 1988 teil. Die Darstellerinnen Jodhi May, Barbara Hershey und Linda Mvusi wurden gemeinsam mit dem Darstellerpreis ausgezeichnet. Außerdem erhielt der Film den Großen Preis der Jury und den Preis der Ökumenischen Jury. 1988 wurde Chris Menges mit dem New York Film Critics Circle Award für die beste Regie bedacht. 1989 wurde Drehbuchautorin Shawn Slovo mit dem British Academy Film Award für das beste Originaldrehbuch ausgezeichnet.